# Ponce (streamer)
Pour les articles homonymes, voir Ponce (homonymie).
Pour les articles ayant des titres homophones, voir Pons et Ponsse.
Ponce, de son vrai nom Aurélien Gilles, né le 21 septembre 1991 à Avignon, est un streameur français.

## Biographie

### Jeunesse et formation
Ponce naît le 21 septembre 1991 à Avignon. Il effectue son école maternelle et son école primaire à l'école élémentaire Marcel Pagnol à Morières-lès-Avignon. Après le CM2, il part de Morières-lès-Avignon pour aller au collège Joseph Vernet puis au lycée Théodore Aubanel à Avignon.
Il poursuit ses études supérieures à Polytech Montpellier mais se réoriente finalement vers le monde du théâtre grâce au conservatoire de Toulouse. Déçu du cours Florent à Paris, il devient professeur de mathématiques pour les classes préparatoires au concours d'infirmier et d'aide soignant.

### Parcours professionnel
En 2016, il se lance dans le streaming sur Twitch en solo et rejoint ensuite la Web TV LeStream. À son inscription sur la plateforme, il utilise le pseudonyme « PonceFesse », qu'il modifiera plus tard pour « Ponce »,. Ses jeux de prédilection sont notamment World of Warcraft mais aussi de nombreux jeux Nintendo tels que Mario Kart ou Animal Crossing.
En 2019, il lance l'émission « Ponce la nuit », d'abord diffusée sur la chaîne LeStream, avant de l'être sur sa chaîne Twitch, dans laquelle il reçoit notamment Antoine Daniel et Samuel Étienne.
La même année, il rejoint l'équipe de Domingo en tant que chroniqueur titulaire sur le talk show Popcorn,.
Toujours en 2019, il effectue un « Tour de France du Jeu vidéo » avec le streameur Rivenzi et leur ami Manu : pendant trois semaines, ils streament — sur la chaîne Twitch de Ponce — leurs rencontres avec différents acteurs du jeu vidéo et leurs balades dans plusieurs villes de France.
Il participe au Z Event depuis 2020,,.
Il lance en avril 2021 un jeu de culture générale sur Internet, Le maître des fleurs,.
Son compte est temporairement suspendu par Twitch en juin 2021 pour avoir diffusé « une bande-annonce de film des années 1970 comportant un téton » ; ce bannissement provisoire est relayé par Madmoizelle comme étant un symbole du puritanisme exagéré de la plateforme.
Le 2 août 2022 avec les streameurs Etoiles, TheGuill84, Ultia, JimmyBoyyy et Jiraya il devient champion d'Europe sur Mario Kart 8 Deluxe en remportant le Twitch Rivals (en) sur ce jeu,. En finale ils concluent avec un score de 302 points contre 190 face à l'Espagne.
Le 29 septembre 2022, pour répondre à un des objectifs de dons du Z Event 2021 « Faire un live musique avec Tip Stevens en public », Ponce organise la Floral Party, un concert réunissant les artistes Tip Stevens, Ceylon et Cemented Minds sur la scène du Bataclan et retransmis en direct sur sa chaîne Twitch,. Dans la foulée, il annonce la création de son label de musique Floral Records.

## Discographie

### Single
- 2022 : Floral feat. Ceylon, Princesse Näpalm et Léo Lenvers

## Filmographie

### Courts-métrages
- 2015 : Appartement à vendre, de Jeanne Tachan : Homme 1[20]
- 2021 : Le patron de YouTube VS TikTok, de Cyprien Iov : caméo
- 2022 : Lorenza - Dona dona (clip IRL) - Ultia GTA RPZ, clip musical d'Ultia : Fabien Torez